# Ricardo Pérez Alcalá
Ricardo Pérez Alcalá (Potosí, 30 de julio de 1939 - La Paz, 23 de agosto de 2013) fue un pintor boliviano, reconocido como uno de los mejores acuarelistas de Latinoamérica.

## Biografía
Tras ganar de niño (10 años) el Concurso Nacional de Pintura Infantil de su país, estudió en la Academia de Bellas Artes de Potosí y realizó su primera exposición con solo quince años, logrando vender una treintena de obras. En La Paz estudió arquitectura en la UMSA y posteriormente en la UMSS en Cochabamba, pero se dedicó profesionalmente a la pintura. En la Bienal de Sao Paulo de 1969 fue el representante boliviano. Siguió luego viajando y exponiendo por Ecuador, Perú y Venezuela. Se trasladó después a México, donde vivió desde 1979 a 1991.
Volvió a Bolivia en 1992 para hacer el monumento de confraternidad Peruano-boliviana en la playa Boliviamar en Ilo, Perú.

## Obra
En México obtuvo el Premio Nacional de Acuarela en cuatro ocasiones en la década de 1980. En Colombia ganó el Premio a la Excelencia (2006) y el Gran Premio (2009) en la Trienal Internacional de Acuarela. En 1994 fue reconocido por la Cámara de Senadores con la Medalla de Oro. En 1997 recibió el Premio Nacional de Cultura del gobierno boliviano. En el año 2009 recibió el Premio Trayectoria de Vida del Gobierno Municipal de La Paz. El 2012 recibió el Premio "Tabla de oro" de la Academia de la Cultura Francesa en París por su pintura "La Herrería".

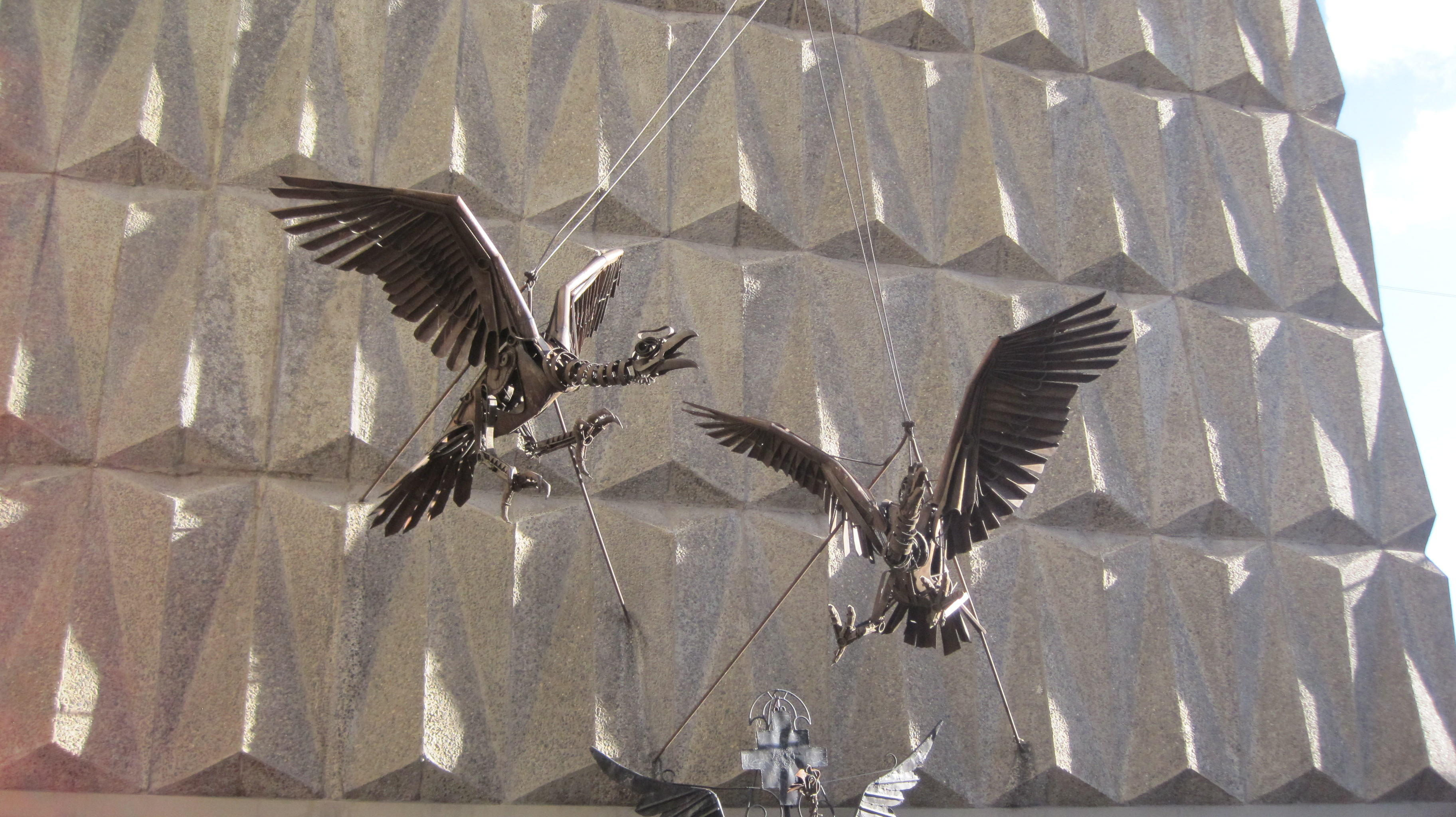
Escultura de Perez Alcala en la Plaza de las culturas.

Profesor de la Escuela de Arte de El Alto, se le ha considerado un maestro "generoso" en la enseñanza de las técnicas pictóricas. Pérez Alcalá «[le devolvió] a la acuarela el concepto de arte mayor» dentro de las artes plásticas. Entre sus alumnos destaca la pintora Rosmery Mamani.